# Juegos malabares (zarzuela)
Juegos malabares es una zarzuela en un acto, dividido en cuatro cuadros con música de Amadeo Vives y libreto de Miguel Echegaray. Se estrenó en el Teatro Apolo de Madrid, el 4 de febrero de 1910.

## Personajes
| Personaje                                          | Tesitura       | Reparto del estreno, 4 de febrero de 1910 |
| -------------------------------------------------- | -------------- | ----------------------------------------- |
| Marieta, artista de circo que simpatiza con Tonino | soprano        | María Palou                               |
| Julia, hija de Guillermo                           | soprano        | Consuelo Mayendia                         |
| Tonino, lanzador de cuchillos en el circo          | actor cantante | Luis Manzano                              |
| Guillermo, viejo clown                             | actor cantante | José Mesejo                               |
| Jorge, barrista en el circo interesado por Julia   | barítono       | Carlos Rufart                             |
| El director del circo, obseso sexual               | actor cantante | Pedro Ruiz de Arana                       |
| Flor de Oro                                        |                | Antonia Espinosa                          |
| La vieja                                           |                | Sra. Rodríguez                            |